# Aspidiotus queenslandicus
Aspidiotus queenslandicus är en insektsart som beskrevs av Brimblecombe 1959. Aspidiotus queenslandicus ingår i släktet Aspidiotus och familjen pansarsköldlöss. Inga underarter finns listade i Catalogue of Life.